# Сетлина
Сетлина (на сръбски: Сјетлина) е село в Босна и Херцеговина, разположено в община Пале, в ентитета на Република Сръбска. Населението му според преброяването през 2013 г. е 127 души, от тях: 124 (97,63 %) сърби, 2 (1,57 %) хървати и 1 (0,78 %) черногорец.

## Население
Численост на населението според преброяванията през годините:
- 1961 – 122 души
- 1971 – 278 души
- 1981 – 217 души
- 1991 – 180 души
- 2013 – 127 души